# Ernst Fridrih Šumaher
Ernst Fridrih „Fric“ Šumaher (16. avgust 1911 — 4. septembar 1977) bio je uticajan nemački i engleski ekonomski mislilac. 

## Školovanje
Rođen je u Bonu u Nemačkoj 1911. Studirao je u Bonu, Berlinu,zatim u Oksfordu i posle u Nju Jorku. Nije želeo da se vrati u nacističku Nemačku, pa se vratio se u Englesku pred početak Drugoga svetskoga rata.

## Organizuje britansku ekonomiju u ratnim uslovima
Pošto je bio Nemac bio je pritvoren, poput svih ostalih sumnjivih Nemaca. Međutim jedan njegov rad privukao je pažnju čuvenoga ekonomiste Džona Majnarda Kejnsa, koji ga je oslobodio iz pritvora. Svojim poznavanjem ekonomije bio je od velike koristi pomažući da se britanska ekonomija organizuje u ratnim uslovima. Radio je u Velikoj Britaniji kao statističar i ekonomista. Nakon rata dve decenije je bio glavni ekonomski savetnik za britanski Nacionalni odbor za ugalj. 

## Malo je lepo
Tokom sedamdesetih godina 20. veka njegove ideje su postale poznate, pre svega u engleskom govornom području. Najpoznatiji je po svojoj kritici zapadnih ekonomija i promovisanju primerenih tehnologija (appropriate technologies) koje se karakterišu manjim razmerama i decentralizmom. Prema „Tajmsovoj“ reviji „The Times Literary Supplement” njegova knjiga „Malo je lepo“ (Small Is Beautiful, 1973) spada u 100 najuticajnijih knjiga objavljenih posle Drugog svetskog rata. Knjiga je ubrzo prevedena na mnoge jezike i donela mu je svetsku slavu, posle čega ga pozivaju da bude konsultant i da drži predavanja na mnogim konferencijama i univerzitetima. Osnovne fraze kojima se mogu definisati Šumaherove ideje razvoja su „srednja veličina“ i „srednja tehnologija“. Drugo bitno Šumaherovo delo je „Vodič za zbunjene“ (A Guide For The Perplexed, 1977), koji predstavlja kritiku materijalističkog scijentizma i istraživanje o prirodi i organizaciji znanja. Zajedno sa dugogodišnjim prijateljima i saradnicima, kao što je profesor Mansur Hoda, 1966. osnovao je Grupu za razvoj srednje tehnologije (Intermediate Technology Development Group), koja se sada zove Praktična akcija (Practical Action).

## Literatura
- Kirk, Geoffrey, ed (1983). Schumacher on Energy. London: Sphere Books.
- Wood, Barbara, E.F. Schumacher: His Life and Thought (New York: Harper & Row, 1984)
- Etherden, Peter, "The Schumacher Enigma", Fourth World Review, 1999
- Pearce, Joseph, Small is Still Beautiful, (Wilmington: ISI Books, 2006)

## Spoljašnje veze
- (језик: енглески)